# Ya son las ocho
Ya son las ocho fue un programa de televisión que se emitía de forma diaria en Telecinco. El espacio, presentado por Sonsoles Ónega y Verónica Dulanto en su sustitución, analizaba la información diaria, prestando especial atención a aspectos políticos, sociales, culturales, económicos y aquellos relacionados con la prensa rosa y los reality shows del canal.
El formato se estrenó el 15 de noviembre de 2021, emitiéndose de lunes a viernes de 20:00 a 21:10 en Telecinco. El 23 de junio de 2022 se anunció su cancelación oficial tras sus discretos datos de audiencia, la cual se hizo efectiva el 1 de julio.

## Formato
Ya son las ocho es un programa de actualidad presentado por Sonsoles Ónega y producido en colaboración con Unicorn Content que divide su programa en tres: la última hora de la crónica social, el repaso de la actualidad informativa de la jornada y una entrevista a un invitado que se verá inmerso en la dinámica más desenfada del programa.

## Equipo

### Presentadoras
Presentadora titular
     Presentadora sustituta
|                  | Información                              |      |      |
| Año              |                                          | 2021 | 2022 |
| ---------------- | ---------------------------------------- | ---- | ---- |
| Sonsoles Ónega   | Presentadora de televisión y periodista. |      |      |
| Verónica Dulanto | Presentadora de televisión y periodista. |      |      |

### Dirección
- (2021-2022) Marta Ruiz
- (2021) Patricia Lennon-Hunt

### Coordinación
Fresh
- (2021-2022) Miguel Ángel Nicolás

Actualidad
- (2021-2022) Madona

Escaleta
- (2021-2022) Marta Losada

### Redactores
- (2021-2022) Carlos García López
- (2021-2022) Paula Pérez Hernández
- (2021-2022) Marta Romaguera
- (2021-2022) Edu Calle
- (2021-2022) Isabel Balado
- (2021-2022) Sara Barroso
- (2021-2022) Pilar Hernando
- (2021-2022) Saulo Fernández

### Reporteros
- (2021-2022) Jorge Moreno
- (2021-2022) Marina Pérez de Ayala
- (2021-2022) Verónica Dulanto
- (2022) Sol Macaluso
- (2022) Cristina Porta
- (2022) Blanca Lozano
- (2021-2022) Edu Calle

### Edición
- (2021-2022) Acracia Infantes
- (2021-2022) Jan Araujo
- (2021-2022) Vicky Martínez

### Documentación
- (2021-2022) Vanessa Ruíz
- (2021-2022) Mónica Patiño

### Grafismo
- (2021-2022) Rafael Clemente
- (2021) Alberto Valencia

### Producción
- (2021-2022) Izaskun López
- (2021-2022) Patricia Cortés
- (2021-2022) Eva Gómez-Pavón
- (2021-2022) Guillermo Gutiérrez
- (2021-2022) Ana Sotos
- (2021-2022) Cecilia Gayo

### Colaboradores
|                      | Información                             |      |      |
| Año                  |                                         | 2021 | 2022 |
| -------------------- | --------------------------------------- | ---- | ---- |
| Adriana Dorronsoro   | Periodista y colaboradora de televisión |      |      |
| Alexia Rivas         | Periodista y colaboradora de televisión |      |      |
| Antonio Rossi        | Periodista y colaborador de televisión  |      |      |
| Beatriz Cortázar     | Periodista y colaboradora de televisión |      |      |
| Gloria Camila Ortega | Hija de Rocío Jurado                    |      |      |
| Iván García          | Periodista                              |      |      |
| Leticia Requejo      | Periodista                              |      |      |
| Marta Riesco         | Periodista                              |      |      |
| Miguel Ángel Nicolás | Colaborador de televisión               |      |      |
| Rosa Benito          | Colaboradora de televisión              |      |      |
| Valeria Vegas        | Escritora y colaboradora de televisión  |      |      |
| Isabel Rábago        | Periodista y colaboradora de televisión |      |      |
| Alba Carrillo        | Modelo y presentadora de televisión     |      |      |
| Aurelio Manzano      | Periodista y colaborador de televisión  |      |      |
| Isa Pantoja          | Hija de Isabel Pantoja                  |      |      |
| Ivonne Reyes         | Actriz y modelo                         |      |      |
| Rocío Flores         | Hija de Rocío Carrasco                  |      |      |
| Sol Macaluso         | Periodista                              |      |      |
| Iván Reboso          | Periodista                              |      |      |
| Cristina Porta       | Periodista                              |      |      |
| Solaén Sánchez       | Colaborador                             |      |      |

## Temporada y audiencias
| Temporada | Temporada | Programas | Estreno                 | Final              | Audiencia media | Audiencia media | Audiencia media |
| Temporada | Temporada | Programas | Estreno                 | Final              | Espectadores    | Cuota           |                 |
| --------- | --------- | --------- | ----------------------- | ------------------ | --------------- | --------------- | --------------- |
|           | 1         | 162       | 15 de noviembre de 2021 | 1 de julio de 2022 | 1 335 000       | 11,8%           |                 |

### Temporada 1 (2021-2022)
| 1   | 15 de noviembre de 2021 | 1 647 000 (12,8%) |
| 2   | 16 de noviembre de 2021 | 1 657 000 (13,4%) |
| 3   | 17 de noviembre de 2021 | 1 522 000 (12,0%) |
| 4   | 18 de noviembre de 2021 | 1 420 000 (11,4%) |
| 5   | 19 de noviembre de 2021 | 1 406 000 (12,1%) |
| 6   | 22 de noviembre de 2021 | 1 674 000 (12,6%) |
| 7   | 23 de noviembre de 2021 | 1 576 000 (12,1%) |
| 8   | 24 de noviembre de 2021 | 1 527 000 (11,6%) |
| 9   | 25 de noviembre de 2021 | 1 459 000 (11,3%) |
| 10  | 26 de noviembre de 2021 | 1 359 000 (11,6%) |
| 11  | 29 de noviembre de 2021 | 1 567 000 (12,0%) |
| 12  | 30 de noviembre de 2021 | 1 501 000 (12,2%) |
| 13  | 1 de diciembre de 2021  | 1 435 000 (11,2%) |
| 14  | 2 de diciembre de 2021  | 1 508 000 (11,9%) |
| 15  | 3 de diciembre de 2021  | 1 319 000 (11,6%) |
| 16  | 6 de diciembre de 2021  | 1 501 000 (11,4%) |
| 17  | 7 de diciembre de 2021  | 1 346 000 (11,0%) |
| 18  | 8 de diciembre de 2021  | 1 442 000 (9,7%)  |
| 19  | 9 de diciembre de 2021  | 1 438 000 (11,4%) |
| 20  | 10 de diciembre de 2021 | 1 432 000 (12,2%) |
| 21  | 13 de diciembre de 2021 | 1 560 000 (12,4%) |
| 22  | 14 de diciembre de 2021 | 1 876 000 (15,0%) |
| 23  | 15 de diciembre de 2021 | 1 617 000 (13,3%) |
| 24  | 16 de diciembre de 2021 | 1 680 000 (13,7%) |
| 25  | 17 de diciembre de 2021 | 1 431 000 (12,2%) |
| 26  | 20 de diciembre de 2021 | 1 494 000 (11,8%) |
| 27  | 21 de diciembre de 2021 | 1 385 000 (11,2%) |
| 28  | 22 de diciembre de 2021 | 1 408 000 (11,3%) |
| 29  | 23 de diciembre de 2021 | 1 436 000 (11,6%) |
| 30  | 27 de diciembre de 2021 | 1 555 000 (11,9%) |
| 31  | 28 de diciembre de 2021 | 1 235 000 (9,9%)  |
| 32  | 29 de diciembre de 2021 | 1 323 000 (10,6%) |
| 33  | 30 de diciembre de 2021 | 1 149 000 (9,6%)  |
| 34  | 31 de diciembre de 2021 | 1 187 000 (10,4%) |
| 35  | 3 de enero de 2022      | 1 377 000 (11,0%) |
| 36  | 4 de enero de 2022      | 1 393 000 (10,9%) |
| 37  | 5 de enero de 2022      | 1 055 000 (8,6%)  |
| 38  | 7 de enero de 2022      | 1 287 000 (10,4%) |
| 39  | 10 de enero de 2022     | 1 508 000 (11,6%) |
| 40  | 11 de enero de 2022     | 1 399 000 (11,1%) |
| 41  | 12 de enero de 2022     | 1 478 000 (11,1%) |
| 42  | 13 de enero de 2022     | 1 717 000 (12,9%) |
| 43  | 14 de enero de 2022     | 1 704 000 (13,4%) |
| 44  | 17 de enero de 2022     | 1 728 000 (12,9%) |
| 45  | 18 de enero de 2022     | 1 725 000 (13,1%) |
| 46  | 19 de enero de 2022     | 1 742 000 (13,3%) |
| 47  | 20 de enero de 2022     | 1 700 000 (13,1%) |
| 48  | 21 de enero de 2022     | 1 624 000 (12,9%) |
| 49  | 24 de enero de 2022     | 1 686 000 (12,6%) |
| 50  | 25 de enero de 2022     | 1 659 000 (12,5%) |
| 51  | 26 de enero de 2022     | 1 608 000 (12,6%) |
| 52  | 27 de enero de 2022     | 1 686 000 (13,2%) |
| 53  | 28 de enero de 2022     | 1 499 000 (12,5%) |
| 54  | 31 de enero de 2022     | 1 569 000 (12,0%) |
| 55  | 1 de febrero de 2022    | 1 542 000 (12,0%) |
| 56  | 2 de febrero de 2022    | 1 695 000 (13,5%) |
| 57  | 3 de febrero de 2022    | 1 619 000 (13,0%) |
| 58  | 4 de febrero de 2022    | 1 418 000 (11,8%) |
| 59  | 7 de febrero de 2022    | 1 785 000 (14,0%) |
| 60  | 8 de febrero de 2022    | 1 751 000 (13,9%) |
| 61  | 9 de febrero de 2022    | 1 701 000 (13,7%) |
| 62  | 10 de febrero de 2022   | 1 603 000 (13,1%) |
| 63  | 11 de febrero de 2022   | 1 536 000 (13,1%) |
| 64  | 14 de febrero de 2022   | 1 781 000 (13,7%) |
| 65  | 15 de febrero de 2022   | 1 530 000 (12,0%) |
| 66  | 16 de febrero de 2022   | 1 539 000 (12,3%) |
| 67  | 17 de febrero de 2022   | 1 371 000 (11,1%) |
| 68  | 18 de febrero de 2022   | 1 476 000 (12,2%) |
| 69  | 21 de febrero de 2022   | 1 757 000 (13,7%) |
| 70  | 22 de febrero de 2022   | 1 531 000 (12,0%) |
| 71  | 23 de febrero de 2022   | 1 469 000 (11,4%) |
| 72  | 24 de febrero de 2022   | 1 437 000 (11,3%) |
| 73  | 25 de febrero de 2022   | 1 278 000 (10,9%) |
| 74  | 28 de febrero de 2022   | 1 405 000 (10,8%) |
| 75  | 1 de marzo de 2022      | 1 362 000 (10,5%) |
| 76  | 2 de marzo de 2022      | 1 221 000 (10,0%) |
| 77  | 3 de marzo de 2022      | 1 385 000 (10,9%) |
| 78  | 4 de marzo de 2022      | 1 148 000 (9,8%)  |
| 79  | 5 de marzo de 2022      | 1 362 000 (10,5%) |
| 80  | 8 de marzo de 2022      | 1 270 000 (10,4%) |
| 81  | 9 de marzo de 2022      | 1 272 000 (10,3%) |
| 82  | 10 de marzo de 2022     | 1 248 000 (10,0%) |
| 83  | 11 de marzo de 2022     | 1 179 000 (10,2%) |
| 84  | 14 de marzo de 2022     | 1 463 000 (11,0%) |
| 85  | 15 de marzo de 2022     | 1 410 000 (10,9%) |
| 86  | 16 de marzo de 2022     | 1 436 000 (11,3%) |
| 87  | 17 de marzo de 2022     | 1 229 000 (10,0%) |
| 88  | 18 de marzo de 2022     | 1 233 000 (10,7%) |
| 89  | 21 de marzo de 2022     | 1 505 000 (11,5%) |
| 90  | 22 de marzo de 2022     | 1 299 000 (10,3%) |
| 91  | 23 de marzo de 2022     | 1 233 000 (9,8%)  |
| 92  | 24 de marzo de 2022     | 1 395 000 (11,2%) |
| 93  | 25 de marzo de 2022     | 1 166 000 (9,9%)  |
| 94  | 28 de marzo de 2022     | 1 362 000 (11,9%) |
| 95  | 29 de marzo de 2022     | 1 226 000 (10,5%) |
| 96  | 30 de marzo de 2022     | 1 170 000 (10,1%) |
| 97  | 31 de marzo de 2022     | 1 215 000 (10,8%) |
| 98  | 1 de abril de 2022      | 1 108 000 (10,6%) |
| 99  | 4 de abril de 2022      | 1 320 000 (11,0%) |
| 100 | 5 de abril de 2022      | 1 194 000 (10,0%) |
| 101 | 6 de abril de 2022      | 1 213 000 (11,2%) |
| 102 | 7 de abril de 2022      | 989 000 (9,3%)    |
| 103 | 8 de abril de 2022      | 1 223 000 (12,0%) |
| 104 | 11 de abril de 2022     | 1 091 000 (10,0%) |
| 105 | 12 de abril de 2022     | 1 156 000 (10,4%) |
| 106 | 13 de abril de 2022     | 990 000 (9,9%)    |
| 107 | 14 de abril de 2022     | 832 000 (9,2%)    |
| 108 | 18 de abril de 2022     | 1 219 000 (11,8%) |
| 109 | 19 de abril de 2022     | 1 241 000 (11,2%) |
| 110 | 20 de abril de 2022     | 1 231 000 (10,7%) |
| 111 | 21 de abril de 2022     | 1 117 000 (10,5%) |
| 112 | 22 de abril de 2022     | 1 285 000 (11,7%) |
| 113 | 25 de abril de 2022     | 1 230 000 (11,5%) |
| 114 | 26 de abril de 2022     | 1 186 000 (11,0%) |
| 115 | 27 de abril de 2022     | 1 332 000 (12,2%) |
| 116 | 28 de abril de 2022     | 1 137 000 (10,7%) |
| 117 | 29 de abril de 2022     | 1 024 000 (11,6%) |
| 118 | 2 de mayo de 2022       | 1 416 000 (12,1%) |
| 119 | 3 de mayo de 2022       | 1 417 000 (12,7%) |
| 120 | 4 de mayo de 2022       | 1 328 000 (11,9%) |
| 121 | 5 de mayo de 2022       | 1 182 000 (12,2%) |
| 122 | 6 de mayo de 2022       | 1 001 000 (11,5%) |
| 123 | 9 de mayo de 2022       | 1 060 000 (11,2%) |
| 124 | 10 de mayo de 2022      | 1 062 000 (11,3%) |
| 125 | 11 de mayo de 2022      | 1 055 000 (11,0%) |
| 126 | 12 de mayo de 2022      | 997 000 (10,7%)   |
| 127 | 13 de mayo de 2022      | 1 071 000 (12,3%) |
| 128 | 16 de mayo de 2022      | 1 016 000 (10,6%) |
| 129 | 17 de mayo de 2022      | 932 000 (10,2%)   |
| 130 | 18 de mayo de 2022      | 1 056 000 (11,4%) |
| 131 | 19 de mayo de 2022      | 1 018 000 (11,2%) |
| 132 | 20 de mayo de 2022      | 903 000 (10,9%)   |
| 133 | 23 de mayo de 2022      | 970 000 (10,2%)   |
| 134 | 24 de mayo de 2022      | 1 115 000 (11,0%) |
| 135 | 25 de mayo de 2022      | 1 155 000 (12,1%) |
| 136 | 26 de mayo de 2022      | 961 000 (11,1%)   |
| 137 | 27 de mayo de 2022      | 855 000 (10,6%)   |
| 138 | 30 de mayo de 2022      | 1 138 000 (12,0%) |
| 139 | 31 de mayo de 2022      | 1 053 000 (11,3%) |
| 140 | 1 de junio de 2022      | 1 061 000 (11,5%) |
| 141 | 2 de junio de 2022      | 1 041 000 (11,2%) |
| 142 | 3 de junio de 2022      | 945 000 (11,6%)   |
| 143 | 6 de junio de 2022      | 1 122 000 (12,2%) |
| 144 | 7 de junio de 2022      | 1 019 000 (11,5%) |
| 145 | 8 de junio de 2022      | 949 000 (10,8%)   |
| 146 | 9 de junio de 2022      | 968 000 (10,8%)   |
| 147 | 10 de junio de 2022     | 889 000 (11,4%)   |
| 148 | 13 de junio de 2022     | 1 088 000 (11,8%) |
| 149 | 14 de junio de 2022     | 930 000 (10,3%)   |
| 150 | 15 de junio de 2022     | 949 000 (10,9%)   |
| 151 | 16 de junio de 2022     | 1 049 000 (11,8%) |
| 152 | 17 de junio de 2022     | 805 000 (10,1%)   |
| 153 | 20 de junio de 2022     | 1 004 000 (10,8%) |
| 154 | 21 de junio de 2022     | 1 034 000 (11,3%) |
| 155 | 22 de junio de 2022     | 875 000 (10,6%)   |
| 156 | 23 de junio de 2022     | 893 000 (10,8%)   |
| 157 | 24 de junio de 2022     | 804 000 (10,1%)   |
| 158 | 27 de junio de 2022     | 871 000 (9,7%)    |
| 159 | 28 de junio de 2022     | 887 000 (10,6%)   |
| 160 | 29 de junio de 2022     | 996 000 (11,5%)   |
| 161 | 30 de junio de 2022     | 819 000 (9,7%)    |
| 162 | 1 de julio de 2022      | 907 000 (11,8%)   |